# ソコデ
ソコデ（フランス語: Sokodé）は、トーゴの都市（コミューン）。中央州の州都にして、チャウジョ県の県庁所在地である。

## 地理
ロメの北方、336kmに位置する。北にはヴォルタ湖に流入するモー川が流れ、市街には北西から南東方向にKpondjo川とKpandi川が流れ、両川はモノ川に合流する河川の一つであるナー川に注ぐ。Kpondjo川とKpandi川は、ゴミや生活排水で汚染されていることが報告されている。

## 気候
雨季と乾季に分かれるサバナ気候に属し、7月から9月をピークとして4月から10月が雨季、11月から3月が乾季となっている。平均気温は26℃、年間降水量は1200から1500mmで、100から120日が雨である。
| 項目             | 1月  | 2月  | 3月  | 4月   | 5月   | 6月   | 7月   | 8月   | 9月   | 10月 | 11月 | 12月 |
| ---------------- | ---- | ---- | ---- | ----- | ----- | ----- | ----- | ----- | ----- | ---- | ---- | ---- |
| 平均気温（℃）    | 26.2 | 28.3 | 29.0 | 27.8  | 26.7  | 25.4  | 24.4  | 24.1  | 24.5  | 25.4 | 25.7 | 25.5 |
| 最高気温（℃）    | 34   | 36   | 36   | 34    | 33    | 31    | 29    | 29    | 30    | 32   | 34   | 34   |
| 最低気温（℃）    | 20   | 22   | 23   | 23    | 23    | 22    | 22    | 22    | 21    | 21   | 20   | 19   |
| 月間降雨量（mm） | 2.0  | 9.6  | 39.3 | 109.5 | 112.7 | 158.4 | 210.1 | 267.8 | 228.5 | 91.2 | 18.8 | 1.2  |

## 住民
テム人とコトコリと呼ばれるイスラーム化した民族から構成される。なお、コトコリはテムと同一視される場合もある。人口の70%がムスリムである。
ロメに次ぐトーゴ第2の人口を有する都市であると共に、トーゴ最大のムスリム居住地として知られている。ムスリムの影響で西アフリカにあるトーゴにあって、北アフリカの風情を持つ都市となっている。

## 歴史
グルマ人がニジェール川東岸から現在のブルキナファソを経由してこの地域に入植したのが、定住の始まりと考えられている。ハウサ人が現在のガーナのコーラの実や手工芸品を商うルートとなっていた。
その後、18世紀にはソコデからバサール方面北西30kmにあるマルファカッサ山地にタバロの村を築いたコトコリが、いくつかの村を現在のソコデのある地域に設けた。アドッサの祭りを現在に残すディダウは、この時代に築かれた有力な村の一つであり、現在のソコデの中心地区である。村はそれぞれの族長を有するものの、全体としてはモラ族の族長を上位者として扱う体制であった。これらの村はガーナ沿岸部への交易路上に築かれ、村人もまた交易に従事していた。当時の主な交易品は、コーラであった。
19世紀、ドイツによる植民地化が始まると、交易中心地として発展していたディダウに管理拠点が置かれた。1897年7月23日、フランスとの交渉でダホメとの境界線が合意に達すると、管理拠点に留まらない前哨基地が設けられることになった。1898年4月21日に基地は完成し、これがソコデの直接の誕生となる。
第一次世界大戦の結果、トーゴランドは分割されて現在のトーゴはフランス領トーゴとなり、植民地政府、税務署がソコデに置かれた。さらに1935年の再編により北部地区の政庁所在地となった。北部の中心として発展を続けることになったソコデは、独立時の7都市の一つとなるまで成長を遂げた。

## 交通
国道1号（ロメ - ブルキナファソ間）、14号（ソコデ - バサール）、17号（ソコデ - チャンバ）の合流地点である。この3本の道路は舗装されており、1号と17号の一部は排水にも配慮されているが、他の道路は排水設備を欠いている。このため、豪雨に見舞われるとしばしば水が路上にあふれ洪水となる。
バスは中心部に1箇所あるバスセンターで発着する。
市内空港としてソコデ空港がある。至近の国際空港は、ニャムトゥーグー国際空港である。

## インフラ
下水道の普及率が1997年の段階で9.6%と低く、その関係でトイレの設置許可が36.1%に留まっている。旧市街を中心として排水、下水は側溝や路上に投棄されるのが現状である。公衆便所も16箇所（浄化槽7つ）であり、この事情から有料となっている。結果、コレラが毎年のように流行している。ゴミの収集も機能しておらず、側溝、川、河岸への不法投棄が一般的である。
上水道は40km離れたダムによって賄われているが、増大する人口に対して不十分となりつつある。通信設備はFMラジオ局4局を有するものの、固定電話の普及率は1.7%と低い。電力は現地の発電では賄いきれず、カラからの送電によって補われる。

## 産業
繊維産業で知られており、チュニックやテム人のブーブーといった衣服で知られている。
観光の対象としては、ファザオ＝マルファカッサ国立公園が西部近郊に位置している。この他、ドイツ植民地時代の基地の跡や建造物が史跡として残っている。

## 文化
テム人のガダオとイスラーム化したディダウのアドッサが一つになったガダオ＝アドッサ（Gadao-Adossa）と呼ばれる祝祭が知られている。
ガダオはグルマ人のモラ族の指導者でチャウジョを築いたガダオに端を発する、祖先と収穫の祭りである。短剣の踊りとして知られるアドッサは、ムハンマド・イブン＝アブドゥッラーフの誕生日を祝うとともに男性の新成人がその勇気を示し、部族に迎え入れられる祭りである。さらに翌日にはコッソ（Kosso）と呼ばれる女性による舞踏が行われる。
これは、ヒジュラ暦の第3月に行われるため、開催日はグレゴリオ暦では一定のものとならない。
ベナン、ガーナにも広がる族長制であるパラタオ（Kparatao）による、騎馬の伝統が受け継がれる地域でもある。